# نزار الصیاد
نزار الصیاد (انگلیسی: Nezar AlSayyad؛ زادهٔ ۱۰ اکتبر ۱۹۵۶) معمار، شهرساز طراح شهری و استاد دانشگاه کالیفرنیا، برکلی مصری-آمریکایی است.